# 광폭동체 항공기

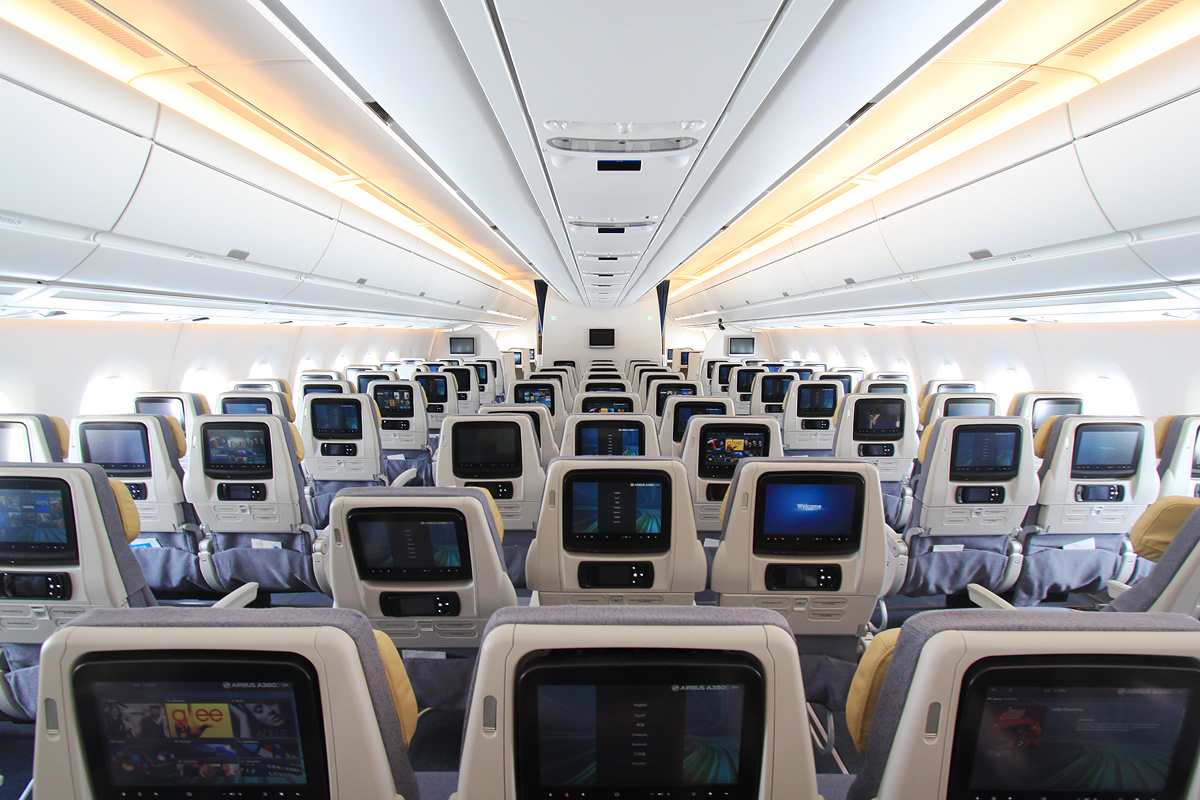
에어버스 A350 XWB의 이코노미석
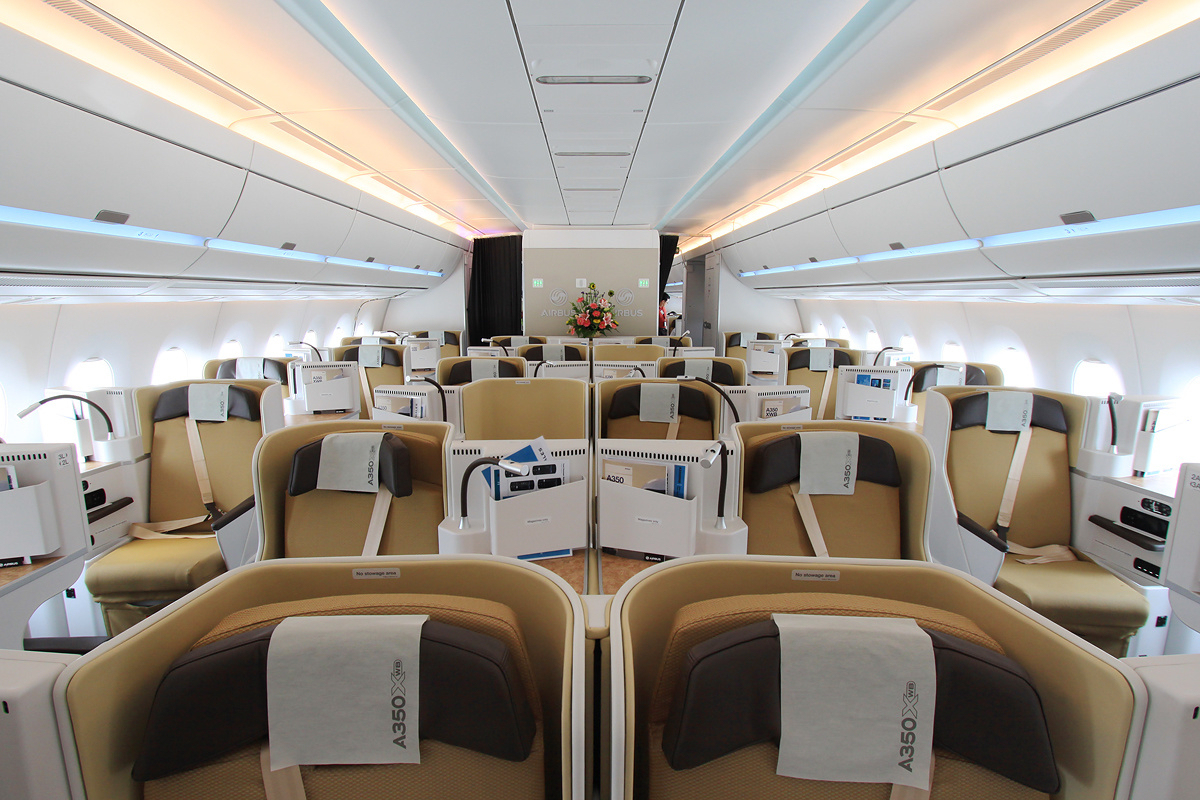
에어버스 A350 XWB의 비즈니스석
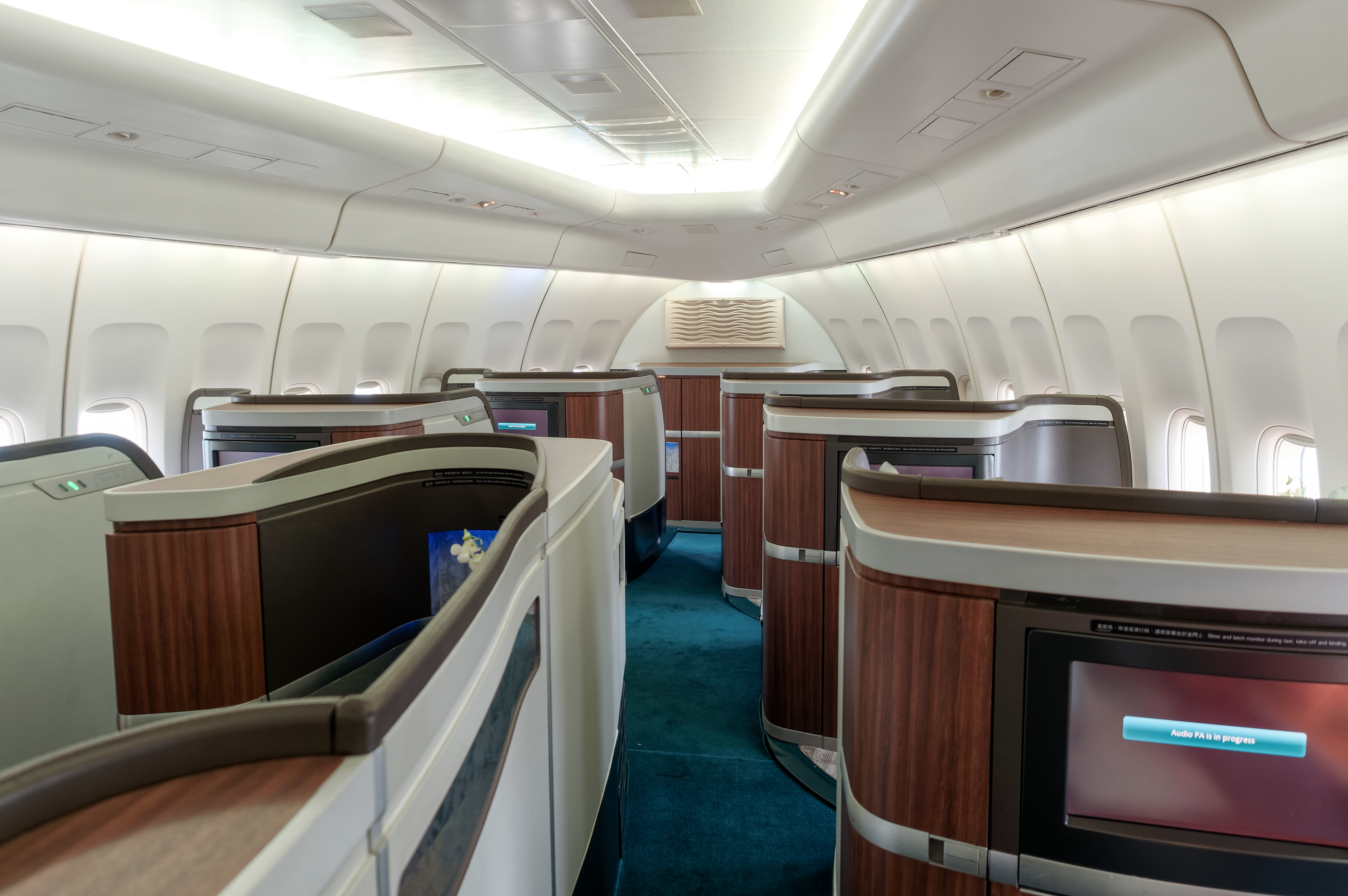
캐세이퍼시픽 항공 보잉 747-400의 일등석

광폭동체 항공기(영어: wide-body aircraft)는 항공기 내부에 복도가 두 개 존재할 수 있는, 폭이 비교적 넓은 대형 여객기를 일컫는다.
대형 여객기인 광폭동체 항공기는 많은 승객을 태우고 장거리 노선을 비행하는 경우가 많기 때문에, 예전에는 세 개 이상의 엔진을 가지고 있는 경우가 많았다. 그러나 항공기 엔진의 신뢰성이 크게 향상됨에 따라, 에어버스의 A300이 광폭동체 여객기에도 불구하고 처음으로 엔진을 두 개만 탑재하게 된 이후로, 보잉의 광폭동체 보잉 767과 보잉 777도 엔진을 두 개만 탑재한 형태로 설계되었다. 화물기는 제외된다.

## 주요 기종 목록

### 더블데크가 존재한 광폭동체 항공기
- 보잉 747 - 상부 데크가 아닌 주 갑판만 광폭동체로 분류하게 되며, 앞 머리부분은 협폭동체에 준한다.
- 에어버스 A380 - 완전한 더블데크 항공기이고, 2개 층 모두 다 광폭동체로 설계되어 있다.

### 더블데크 없이 표준형인 경우
- 보잉 767
- 보잉 777
- 보잉 777X
- 보잉 787 드림라이너
- 에어버스 A300
- 에어버스 A310
- 에어버스 A330
- 에어버스 A330 NEO
- 에어버스 A340
- 에어버스 A350
- 맥도넬더글러스 DC-10
- 맥도넬더글러스 MD-11
- 일류신 Il-86
- 일류신 Il-96
- 록히드 L-1011 트라이스타

## 같이 보기
- 협폭동체 항공기
- 더블데크 항공기